# Sistema XY de determinación del sexo

Cromosomas del sexo de la Drosophila.

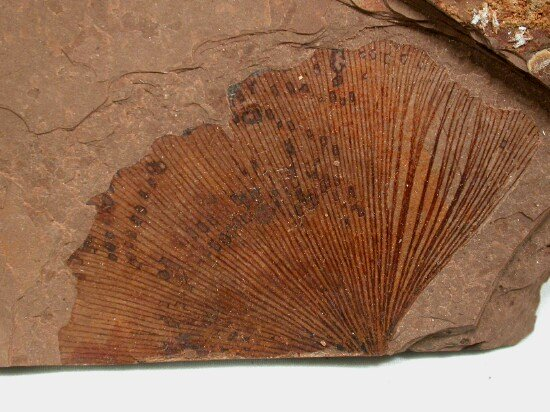
Ginkgo biloba.

El sistema XY de determinación del sexo se emplea para clasificar a muchos mamíferos, incluidos los seres humanos, algunos insectos (drosophila), algunas serpientes, algunos peces (guppys) y algunas plantas (árbol de Ginkgo).   
En este sistema, el sexo de un individuo suele estar determinado por un par de cromosomas sexuales. Las mujeres tienen dos cromosomas sexuales del mismo tipo (XX) y se denominan sexo homogamético. Los varones tienen dos tipos diferentes de cromosomas sexuales (XY), y se denominan sexo heterogamético.En los seres humanos, la presencia del cromosoma Y es responsable de desencadenar el desarrollo del tipo masculino; en ausencia del cromosoma Y, el feto experimentará un desarrollo del tipo femenino. Existen varias excepciones, como los individuos con síndrome de Klinefelter (que tienen cromosomas XXY), síndrome de Swyer (mujeres con cromosomas XY) y síndrome del varón XX (síndrome de la Chapelle, varones con cromosomas XX), sin embargo, estas excepciones son raras. En algunos casos, una hembra aparentemente normal con vagina, cuello uterino y ovarios tiene cromosomas XY, pero el gen SRY ha sido desactivado. En la mayoría de las especies con determinación del sexo XY, un organismo debe tener al menos un cromosoma X para sobrevivir.
Este sistema difiere del sistema ZW presente en Aves, algunos insectos, muchos reptiles y otros animales.   

## Mecanismos
Todos los animales tienen un conjunto de código ADN para los genes presentes en los cromosomas. En los seres humanos, la mayoría de los mamíferos, y algunas otras especies, dos de los cromosomas, llamados el cromosoma X y el cromosoma Y, determinan el sexo. En estas especies, uno o más genes están presentes en el cromosoma Y determinando la masculinidad. En este proceso, un cromosoma X y un cromosoma Y actúan para determinar el sexo de la descendencia, a menudo debido a genes situados en el cromosoma Y que dan lugar al sexo masculino. Los descendientes pueden tener dos cromosomas sexuales: una tendrá dos cromosomas X y desarrollará características femeninas, y una descendencia tendrá un cromosoma X y un cromosoma Y y, por tanto, desarrollará características masculinas.

### Seres humanos

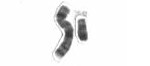
Cromosomas de un humano masculino: izquierda cromosoma X, derecha cromosoma Y más pequeño.

En los seres humanos, un solo gen (SRY) presente en el cromosoma Y actúa como una señal para establecer el camino del desarrollo hacia la masculinidad. La presencia de este gen inicia el proceso de virilización. Este y otros factores dan como resultado las diferencias de sexo en los seres humanos. Las células de las hembras, con dos cromosomas X, experimentan la inactivación de X, por la cual uno de los dos se inactiva. El segundo cromosoma X se mantiene dentro de la célula, inactivo bajo la forma de un corpúsculo de Barr.
Además, puede darse un número anormal de cromosomas (aneuploidía), tales como el síndrome de Turner, en el que un solo cromosoma X está presente, y el síndrome de Klinefelter, en el cual están presentes dos cromosomas X y un cromosoma Y, conocidos como síndrome del XYY y síndrome del XXYY. Otras disposiciones cromosómicas menos frecuentes incluyen: síndrome de triple X, síndrome XXXX y síndrome XXXXX.

### Otros animales
En el sistema XY en los mamíferos el sexo viene determinado por la presencia del cromosoma Y. El sexo predeterminado es el femenino; debido a la ausencia del cromosoma Y. En la década de 1940, Alfred Jost determinó que es necesaria la presencia de testosterona para que el conducto de Wolff se pueda desarrollar en un conejo macho.
El SRY es un gen sin intrones que permite la determinación del sexo y está presente en el cromosoma Y en los terios (mamíferos placentarios y marsupiales). Los mamíferos no humanos utilizan varios genes del cromosoma Y. No todos los genes específicos de los machos están situados en el cromosoma. Otras especies (incluyendo la mayoría de especies Drosophila) utilizan la presencia de dos cromosomas X para determinar la feminidad. Un cromosoma X da lugar a masculinidad putativa. La presencia de los genes del cromosoma Y es necesaria para el desarrollo normal de los machos.

### Otros sistemas
Las aves y muchos insectos tienen un sistema similar de determinación del sexo (sistema ZW de determinación de sexo), en el que son las hembras las que son heterogaméticas (ZW), mientras que los machos son homogaméticos (ZZ).
Muchos insectos del orden Hymenoptera  tienen un sistema (sistema haplo-diploide de determinación del sexo), en el que los machos son individuos haploides (tienen sólo un cromosoma de cada tipo), mientras que las hembras son diploides (sus cromosomas aparecen en pares). Otros insectos tienen el sistema XO de determinación del sexo, donde sólo uno de los tipos de cromosomas aparece en pares para las hembras, pero de forma individual en los machos, mientras que todos los demás cromosomas aparecen en pares en ambos sexos.

### En inglés
- Sex Determination and Differentiation
- SRY: Sex determination from the National Center for Biotechnology Information
- Can Mammalian Mothers Control the Sex of their Offspring? Archivado el 2 de junio de 2015 en Wayback Machine. (KQED Science article on San Diego Zoo research.)
- Maternal Diet and Other Factors Affecting Offspring Sex Ratio: A Review Archivado el 12 de mayo de 2016 en Wayback Machine., published in Biology of Reproduction
- Sex Determination and the Maternal Dominance Hypothesis
- Sperm-Ovum Interactions at WikiGenes

- Datos: Q1604486